# Structures
Structures was een Canadese metalcoreband afkomstig uit Toronto. 

## Biografie
De band werd opgericht in 2009 door zanger Nick Xourafas, gitarist Spyros Georgiou, bassist Spencer MacLean, gitarist Brendon Padjasek en drummer Andrew McEnaney. De eerste drie hadden eerder samen gespeeld in de band Charity's, terwijl Padjasek en McEnaney al enige ervaring hadden in andere bands in het lokale circuit in Toronto. Op 6 april 2010 bracht de band hun debuut-ep All of the Above, uit, die ze volledig zelfstandig hadden geproduceerd en gedistribueerd. In oktober toerden ze door Canada naast bands als Abandon All Ships, Woe, Is Me en Liferuiner.
Tijdens een tour door Noord-Amerika maakte de band bekend dat ze een contract hadden getekend bij Sumerian Records, waarna ze op 25 oktober 2011 van datzelfde jaar hun door Will Putney geproduceerde debuutalbum Divided By uitbrachten, dat op een twaalfde plaats piekte in de Top Heatseekers-hitlijst van Billboard. In de maanden april en mei van 2012 toerde de band voor het eerst door Europa, naast bands als Veil of Maya en Betraying the Martyrs. Later dat jaar, in november, toerde de band wederom door Europa, waar ze podium deelden met Parkway Drive en The Word Alive. 
In mei 2013 toerde de band opnieuw door Canada, samen met Texas in July, Northlane en Intervals. Zanger Nick Xourafas was later dat jaar tijdens de Australische tour van de band niet in staat aanwezig te zijn door problemen met zijn paspoort. Hij werd tijdelijk vervangen door de manager van de band, Alex Lidstone.
Op 12 mei 2014 bracht de band haar tweede album, Life Through a Window uit. Zowel Nick Xourafas als Spencer MacLean had de band toen al verlaten. In juli dat jaar toerde de band ter promotie van hun tweede album, dat op een negende plaats piekte in de heatseekers-hitlijst en een 21ste notering behaalde in de Billboard 200. De band werd echter de toegang geweigerd in de Verenigde Staten vanwege 'onvoorziene omstandigheden' en moest derhalve een deel van de tour cancelen. Later dat jaar kondigde de band aan uit elkaar te gaan, met een laatste Farewell Tour in december, waar ook Xourafas bij aanwezig zou zijn, als afscheid.
De band sloot een mogelijke reünie echter niet uit en hintte op een samenwerkingsalbum met de band Volumes middels een teaser in februari 2015. Dit kwam echter nooit van de grond, doordat de bandleden bezig waren met andere zaken. Andrew McEnaney richtte zich op zijn elektronische project Sex Tape en sloot zich ook aan bij de band van Will Putney, de producer van allebei de albums van de band. In 2018 sloot Brendon Padjasek zich aan bij de Australische band Northlane, waardoor een reünie ver weg lijkt.

## Bezetting
Line-up tot 2014
- Nick Xourafas - vocalen (2009–2014, 2014)
- Brendon Padjasek - leidende gitaar (2009–2014), vocalen (2014)
- Spyros Georgiou - slaggitaar (2009–2014)
- Spencer MacLean - bas (2009–2014)
- Andrew McEnaney - drums (2009–2014)

Tijdlijn

## Discografie
Studioalbums
- 2011 - Divided By
- 2014 - Life Through a Window

Ep's
- 2010 - All of the Above